# 13+3 (16 chanson 16 succès)
13+3 (16 chanson 16 succès) è un album raccolta di Al Bano e Romina Power, pubblicato in Francia nel 1982.
Il disco contiene brani tratti dagli album precedenti e 4 canzoni in francese.

## Tracce
1. T'aimer encore une fois (Albano Carrisi, Romina Power, Claude Carrere, Vline Buggy)
2. Des nuits entières (Albano Carrisi, Romina Power, Claude Carrere, Vline Buggy)
3. Enlaces sur le sable (Albano Carrisi, Claude Carrere, Vline Buggy)
4. Sognando Copacabana (Romina Power)
5. Dialogo (Albano Carrisi, Romina Power)
6. Se ti raccontassi (Romina Power)
7. Mai mai mai (Albano Carrisi)
8. U.S.America (Maurizio Fabrizio, Romina Power)
9. Et je suis à toi (Chinn, Chapman, Claude Carrere, Vline Buggy)
10. Agua de fuente (Arturo Zitelli, Nora Orlandi, Vito Pallavicini)
11. My Man, my woman (Romina Power)
12. Paolino maialino (Paolo Limiti, Romina Power)
13. Un uomo diventato amore (Romina Power)
14. Il pianto degli ulivi (Albano Carrisi, Paolo Limiti)
15. Na na na (Romina Power, Albano Carrisi)
16. T'aimer encore une fois (Version Italienne) (Albano Carrisi, Romina Power)